# Maud de Clare
Maud de Clare, baronesa de Welles fue la primogénita de Thomas de Clare, señor de Inchiquin y Youghal, Thomond y del Castillo de Bunratty (1245-1287) y Juliana FitzGerald (1236-1290). Se casó en dos ocasiones: Con Robert de Clifford, barón de Clifford y señor de Skipton (1274-1314) el 3 de noviembre de 1295 con quien tuvo cuatro hijo;.  y en segundo lugar con Robert de Welles, II barón Welles, condestable del castillo Pendragon (1297–1326), el 16 de noviembre de 1315, con quien no tuvo hijos. Ella nació en 1276, en Tewkesbury, Tewkesbury Hundred, Gloucestershire, Inglaterra y se trasladó a Badlesmere para estar cerca de su hermana Margaret de Clare, baronesa de Badlesmere. Ella murió en 1327, en Badlesmere, tras sobrevivir a sus dos maridos.

## Biografía
Maud de Clare tuvo una vida llena de infortunio y controversia. En la batalla de Bannockburn (1314), perecieron su marido Robert de Clifford, I barón de Clifford y su sobrino Gilbert de Clare, conde de Gloucester y de Hertford, y señor de Clare y de Glamorgan. Su segundo matrimonio con Robert de Welles, II barón de Welles fue celebrado sin el permiso del rey, para disgusto de este. Inicialmente era co-heredera de su sobrino junto a su hermana, Margaret de Clare, baronesa de Badlesmere, antes de que el rey decidiese que esta pasase a las hermanas del conde. Algunos dicen que el matrimonio de Lord y Lady Welles pudo afectar en esta decisión. Maud de Clare y su hermana Margaret las siguientes en la línea de sucesiónde su padre, que incluía la administración del Bosque de Essex, la ciudad y el castillo de Thomond y muchas más propiedades en Irlanda.